# Jaskółka (żeglarstwo)
Jaskółka – niewielka podłużna półka występująca na jachcie. Zlokalizowana jest zazwyczaj po wewnętrznej stronie burty, w jej górnej części. Jest formą wnęki, wykorzystującej grubość konstrukcyjną ściany kadłuba. Jaskółka może być zamykana drzwiczkami lub pozostawać otwarta. Występuje zarówno na jachtach kabinowych, jak i o otwartym pokładzie.